# 高木盛久
高木 盛久（たかぎ もりひさ、1918年10月25日 - 2000年8月12日）は元陸軍少尉、日本テレビ放送網最高顧問。兵庫県神戸市出身。趣味、特技はゴルフと読書。

## 学歴
- 第三高等学校を経て、神戸商業大学（新制神戸大学）卒業（1942年）。

## 職歴
- 1946年4月1日 - 大阪新聞に入社。社会部長を歴任。
- 1953年4月1日 － 日本テレビに移籍。
- 1968年4月1日 － 日本テレビ常務取締役。
- 1971年4月1日 － 日本テレビ専務取締役営業ネットワーク本部長。
- 1981年4月1日 － 日本テレビ代表取締役副社長。
- 1982年4月1日 － 日本テレビ代表取締役社長。
- 1989年6月1日 － 日本テレビ代表取締役副社長。
- 1992年6月1日 － 日本テレビ代表取締役副会長。
- 1995年4月1日 － 日本テレビ最高顧問、アール・エフ・ラジオ日本常勤監査役。
- 2000年8月12日 - 肺ガンによる呼吸不全のため81歳で逝去。

## 映画
- 1989年7月29日 『魔女の宅急便』
- 1990年7月7日 『それいけ! アンパンマン ばいきんまんの逆襲』
- 1990年7月7日 『おむすびまん ひとくち村のおむすびまん おばけ寺のたぬきおに』
- 1991年7月20日 『おもひでぽろぽろ』
- 1991年7月20日 『それいけ! アンパンマン とべ! とべ! ちびごん』
- 1991年7月20日 『ドキンちゃんのドキドキカレンダー』
- 1992年3月14日 『それいけ! アンパンマン つみき城のひみつ』
- 1992年3月14日 『アンパンマンとゆかいな仲間たち』
- 1992年7月18日 『紅の豚』

## 受賞歴
- 1996年 - 勲二等旭日重光章。